# Hard Justice (2009)
Hard Justice (2009) foi um evento em formato de pay-per-view realizado pela Total Nonstop Action Wrestling, ocorreu em 16 de agosto de 2009 no Impact! Zone em Orlando, Florida. No evento principal Kurt Angle derrotou Sting e Matt Morgan para manter o TNA World Heavyweight Championship. Esta foi a quinta da cronologia do Hard Justice.

## Resultados
| 1                              | Daniels derrotou Suicide, Chris Sabin, Amazing Red, Alex Shelley, Jay Lethal, Consequences Creed e D'Angelo Dinero  | Steel Asylum match para definir o desafiante nº um pelo TNA X Division Championship                    | 16:33 |
| 2                              | Abyss derrotou Jethro Holliday (com Dr. Stevie)                                                                     | $50,000 Bounty Challenge; Se Holliday vencesse, poderia cobrar $50,000 de Abyss.                       | 08:49 |
| 3                              | Hernandez derrotou Rob Terry (com Brutus Magnus e Doug Williams)                                                    | Singles match valendo a maleta que dava o direito de uma luta pelo TNA World Heavyweight Championship. | 00:09 |
| 4                              | The British Invasion (Brutus Magnus e Doug Williams) (c) derrotaram Beer Money, Inc. (Robert Roode e James Storm)   | Tag team match pelo IWGP Tag Team Championship                                                         | 08:45 |
| 5                              | ODB e Cody Deaner derrotaram Angelina Love (c) e Velvet Sky (com Madison Rayne)                                     | Mixed Tag team match pelo TNA Knockouts Championship                                                   | 07:26 |
| 6                              | Samoa Joe (com Taz) derrotou Homicide (c)                                                                           | Singles match pelo TNA X Division Championship                                                         | 08:56 |
| 7                              | The Main Event Mafia (Booker T e Scott Steiner) (c) (com Sharmell) derrotaram Team 3D (Brother Ray e Brother Devon) | Falls Count Anywhere match pelo TNA World Tag Team Championship                                        | 13:08 |
| 8                              | Kevin Nash derrotou Mick Foley (c)                                                                                  | Singles match pelo TNA Legends Championship                                                            | 10:38 |
| 9                              | Kurt Angle (c) derrotou Sting e Matt Morgan                                                                         | 3-Way match pelo TNA World Heavyweight Championship                                                    | 11:22 |
| (c) - Campeões antes das lutas | | |       |